# 黄再兴
黄再兴（1815年—1854年），太平天国将领，清代广西省桂平县人。原名天伸（天申），后避讳“天”字改名。
黄再兴从小熟读经书史传，有谋略。参加金田起义，时任后二军前营左一东两司马。1851年3月升为卒长。天王洪秀全喜欢他文笔简明条理，写得一手好字，命他在诏书衙编纂诏书。1852年11月诏书在长沙府编成，升为左史，职同将军，掌管文书档案及记录诸王登朝问答之辞，即天朝实录，每月汇《记录》一册，呈献洪秀全。1853年3月，定都天京后，升职同指挥。7月，因为科炭功加封恩赏丞相，11月又升地官副丞相，署理北王府事（北王韦昌辉）。1854年3月，改理翼王府事务。8月，黄再兴赴湖北武昌与石凤魁同襄军事。湘军攻打武昌，他不能敌，率军退守田家镇，武昌失守。11月，杨秀清把他调回天京，奏请洪秀全，将他处死。